# Forcipomyia fenestrarum
Forcipomyia fenestrarum är en tvåvingeart som beskrevs av Debenham 1983. Forcipomyia fenestrarum ingår i släktet Forcipomyia och familjen svidknott. Inga underarter finns listade i Catalogue of Life.